# Alysicarpus bupleurifolius
Alysicarpus bupleurifolius är en ärtväxtart som först beskrevs av Carl von Linné, och fick sitt nu gällande namn av Dc. Alysicarpus bupleurifolius ingår i släktet Alysicarpus och familjen ärtväxter. IUCN kategoriserar arten globalt som livskraftig.

## Underarter
Arten delas in i följande underarter:
- A. b. bupleurifolius
- A. b. gracilis
- A. b. hybridus

## Bildgalleri

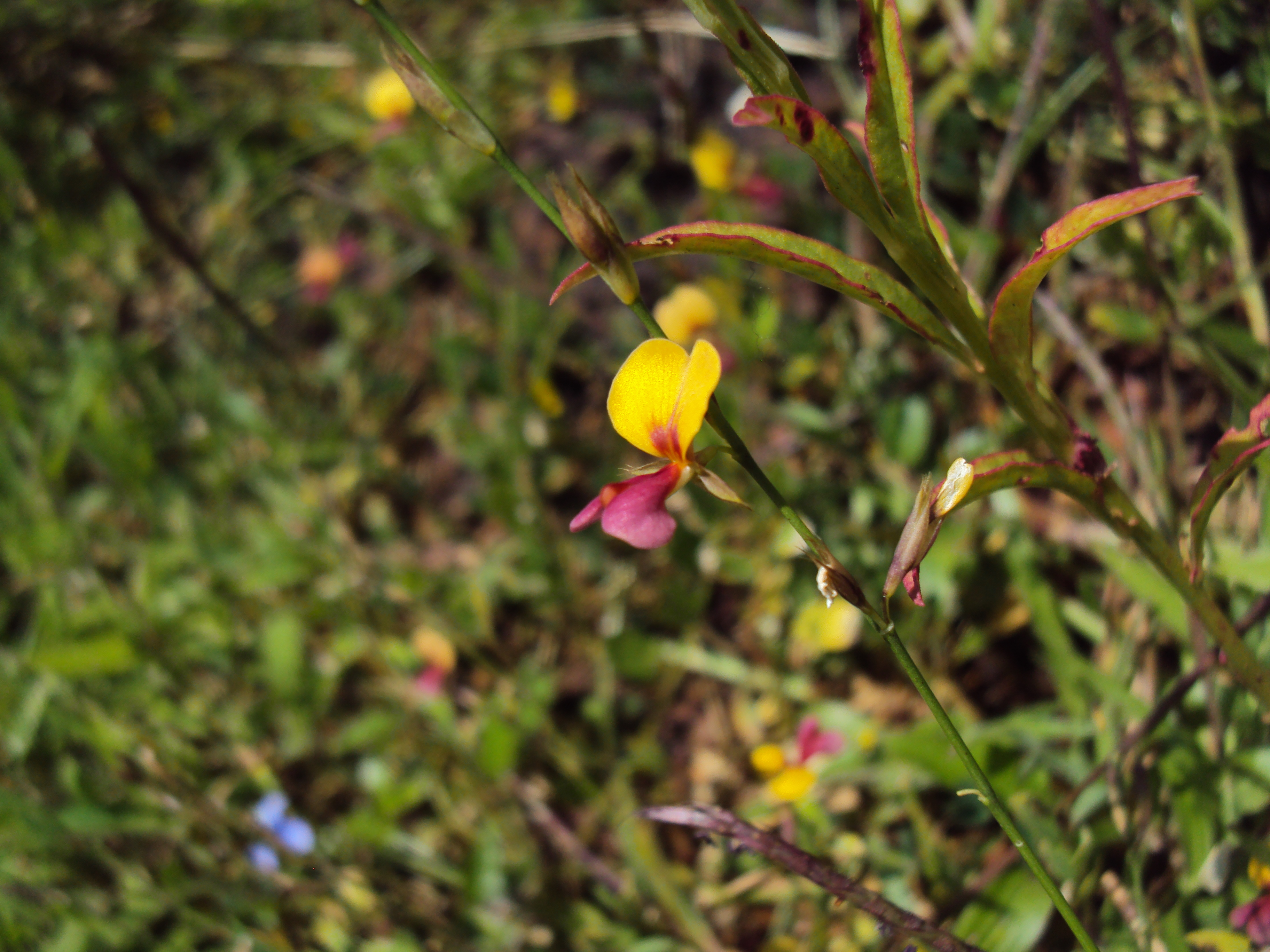
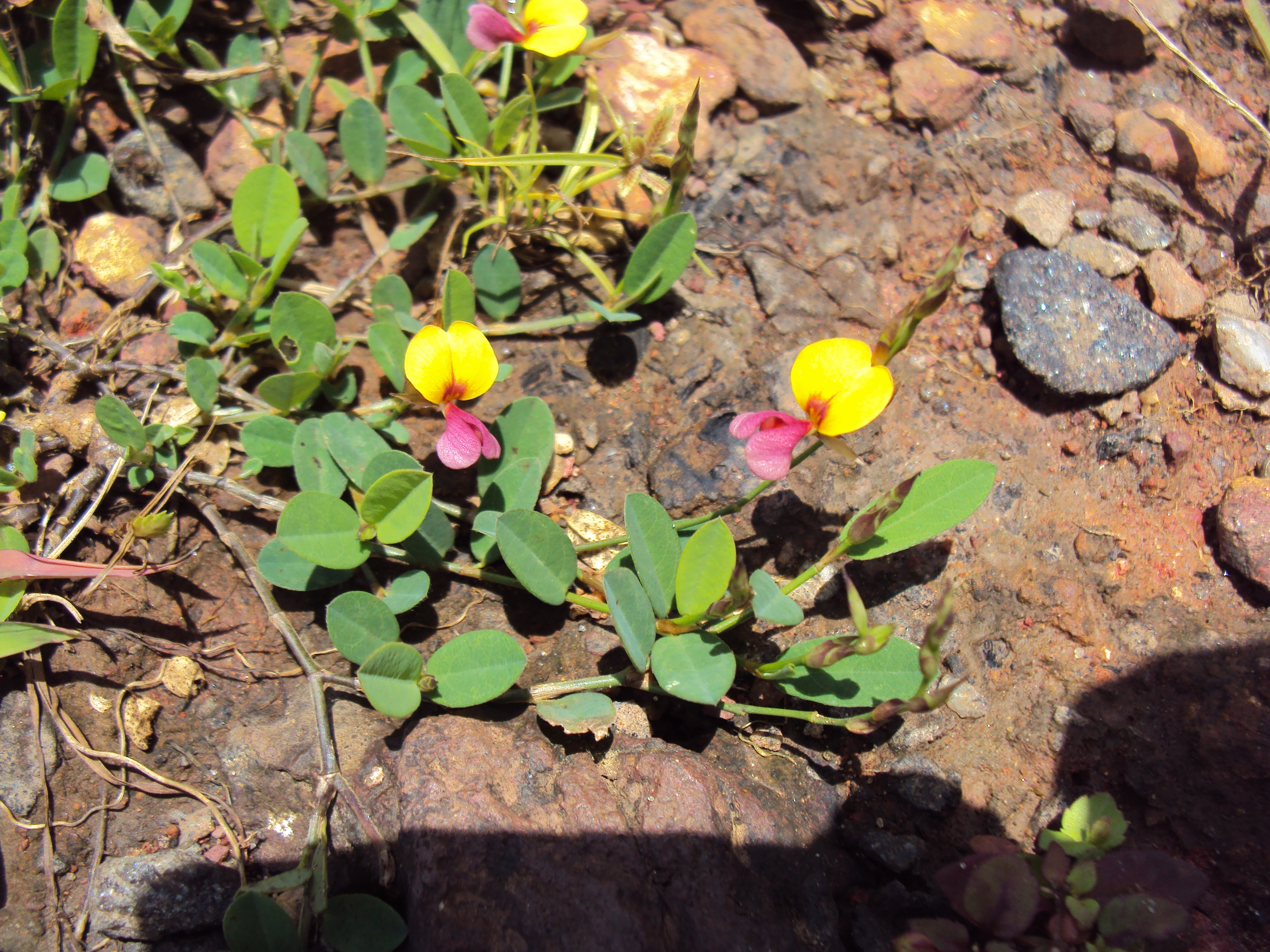
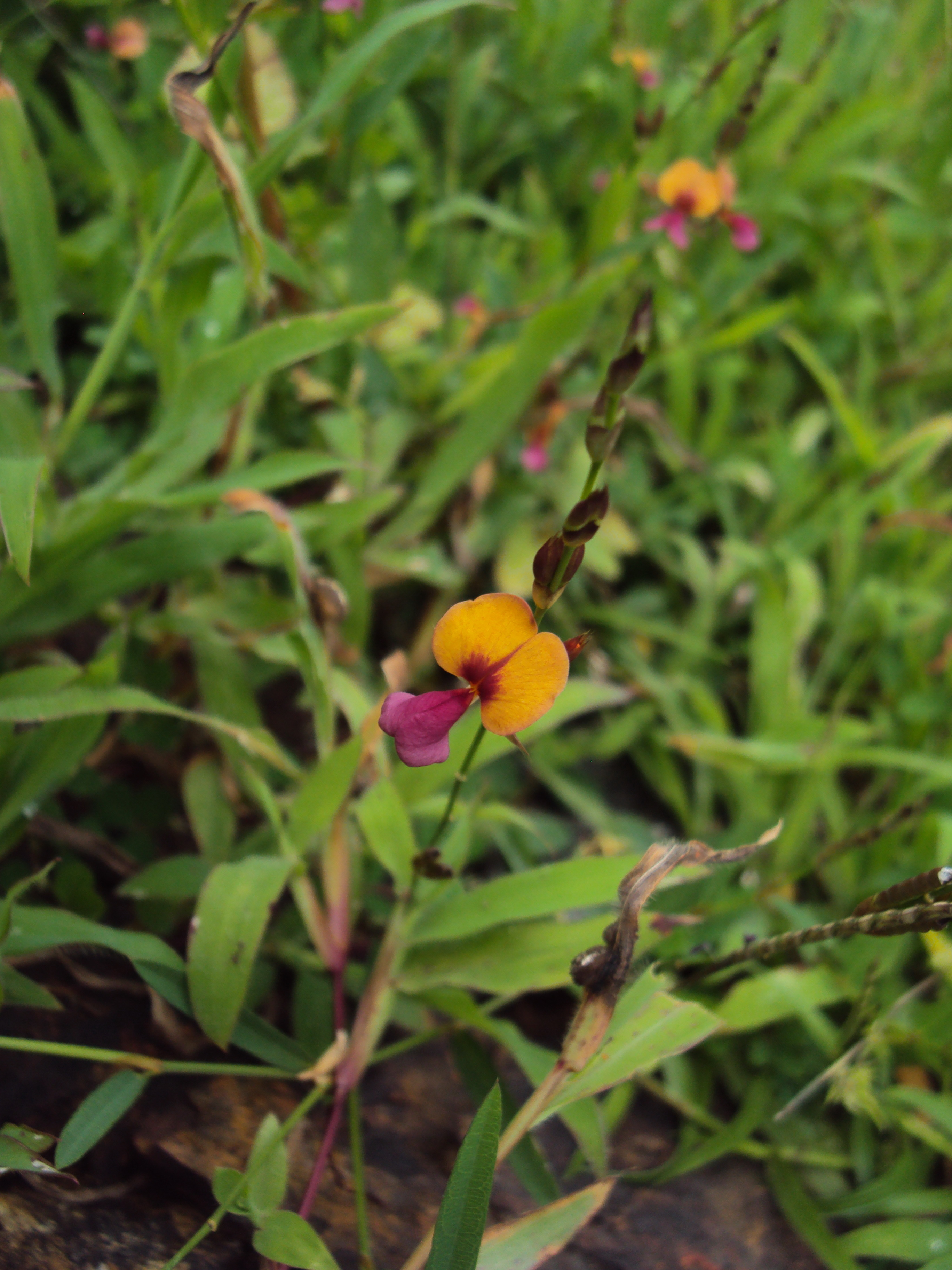
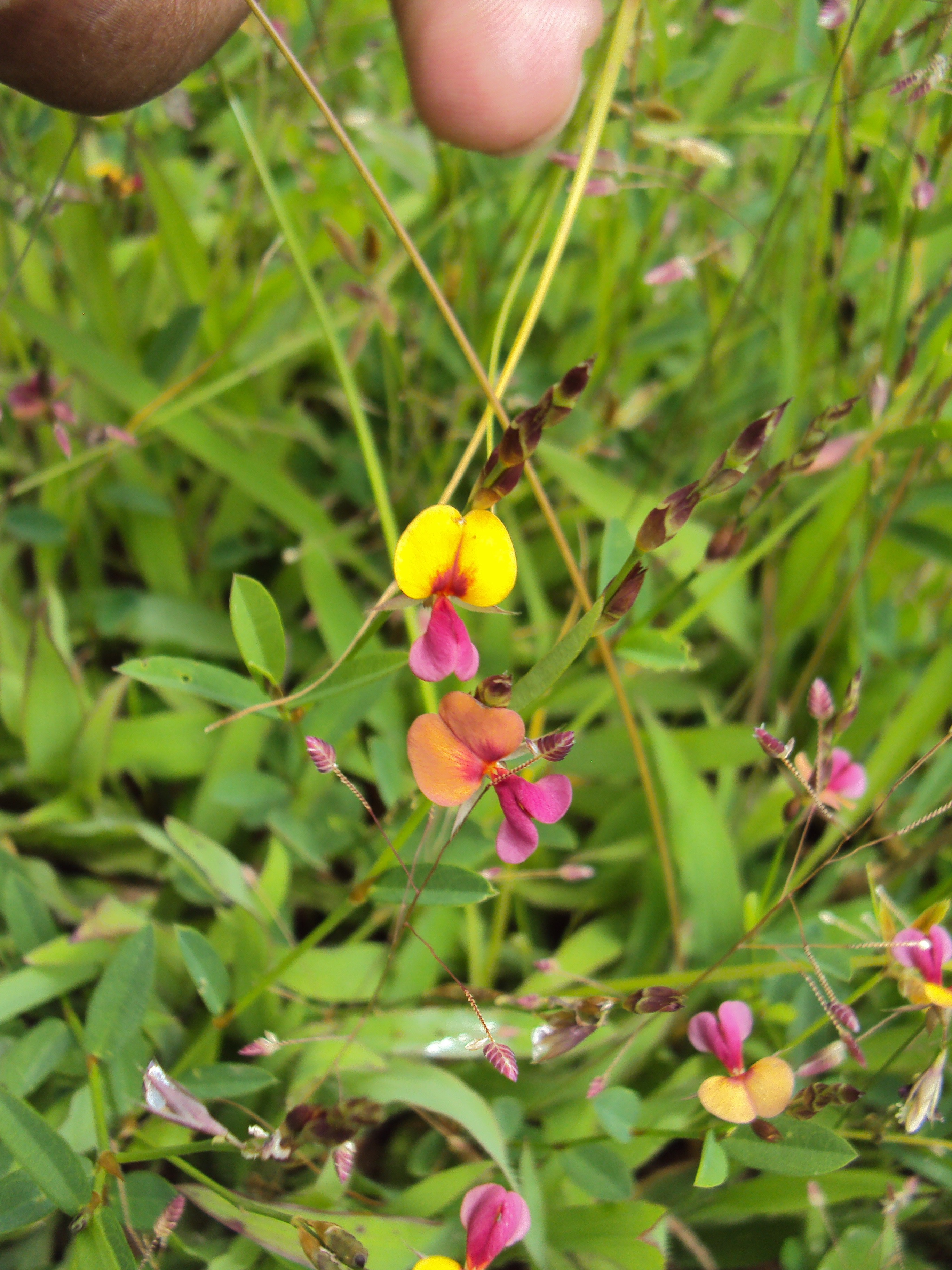